# Jacques Alexandre
Jacques Alexandre (* 18. Juli 1944) ist ein französischer Fotograf, bekannt für seine künstlerischen Aufnahmen von Frauen, Kindern und Landschaften in zwei Hauptstilrichtungen. Seine erste, die "romantisch-impressionistische" Fotografie, entstand in den 1970er Jahren, beeinflusst von der romantischen und impressionistischen Malerei. In den 1980er Jahren begann seine hyperrealistische Stilrichtung, bestehend aus klaren Kompositionen und intensiven Farben. Er ist auch für seine Lifestyle-Fotografie für Medien weltweit bekannt.

## Ausbildung
Jacques Alexandre wurde 1944 in Arcachon, Südwest-Frankreich geboren. Er besuchte das "Lycée André Malraux"-Gymnasium in Biarritz, dann die "Ecole des Beaux-Arts"-Kunstschule in Bayonne. Mit einem Stipendium des Deutsch-Französischen Jugendwerk (DFJW) studierte er von 1966 bis 1968 an der Technischen Hochschule Köln, Fachrichtung Fotografie, mit dem Abschluss Dipl.-Fotoingenieur. Er legte auch 1968 die Meisterprüfung im Fotografenhandwerk ab.

## Karriere und Stilrichtung
1968 arbeitete Jacques Alexandre als Werbe- und Modefotograf in Düsseldorf, im Atelier von Willy Gursky, dem Vater von Andreas Gursky. Ein Jahr später war er zuständig für Werbe- und Modefotografie in der Werbeabteilung der Galeria Kaufhof in Köln.
Von 1970 bis 1975 arbeitete er als Kameramann für WDR. Zu dieser Zeit fing er an, fotografische
Werke in einem impressionistischen Stil für internationale künstlerische Veröffentlichungen zu schaffen, beeinflusst von der romantischen und impressionistischen Malerei. Für diese Stilrichtung verwendete er seine eigene Weichzeichnertechnik, verbunden mit einer entsprechenden Bildgestaltung. Seine Bilder scheinen zeitlos und wirken wie Ölgemälde, weil sie in natürlichen Landschaften, ohne Gebäude, Straßen und Autos aufgenommen wurden. Sie wurden mit Werken von Malern wie Caspar David Friedrich, Claude Monet und Pierre-Auguste Renoir verglichen. Neben seinen Hauptthemen wie Abbildung von jungen Frauen, Paaren und Kindern, widmete er sich auch der Landschafts- und Naturfotografie, mit der er sich immer verbunden fühlte. Diese Werke wurden weltweit in hohen Auflagen als Fotobücher, Kalender, Poster, Puzzles, Kunstkarten und Schreibwaren veröffentlicht.
In den 1980er Jahren begann seine hyperrealistische Richtung, mit klaren Kompositionen und intensiven Farben, ebenfalls für internationale künstlerische Veröffentlichungen. Über diese neue Stilrichtung wurde in angesehenen Fotomagazinen wie Zoom und Photo in Paris berichtet. Da die neuen Medien anfingen, die gedruckten Werke zu verdrängen, entschied sich Jacques Alexandre für die Lifestyle-Fotografie für die Medien und machte seine Fotografie durch Bildagenturen international verfügbar.
1998 veröffentlichte er seinen eigenen gedruckten Bildkatalog "The Best Of Jacques Alexandre" für die weltweit führenden Bildagenturen (DIN A4, 208 Seiten, 85.000 Exemplare), mit 1.008 Bildern von Kindern, Familien, Beauty, Lifestyle, Landschaften, Stils und künstlerischer Fotografie. Zurzeit sind rund 8.000 Bilder von Jacques Alexandre bei Bildagenturen online zu finden.
In den 1970er, 1980er und 1990er Jahren verbrachte Jacques Alexandre mehrere Monate auf der spanischen Insel Ibiza sowie in Südfrankreich, wo er hauptsächlich mit nicht professionellen, natürlichen Models arbeitete. Ab den 1990er Jahren organisierte er auf den Malediven und in Südfrankreich aufwendige Lifestyle-Fotoproduktionen für Bildagenturen, mit professionellen Modells, Maskenbildnern und Assistenten.
Die Bilder von Jacques Alexandre wurden weder im Fotolabor noch digital nachbearbeitet – alles musste während der Aufnahme geschehen. Dies bedarf eines genauen Konzepts, aufwendiger Vorbereitungen und einer akribischen Arbeit am Set. Nichts wurde dem Zufall überlassen, außer spontanen, kreativen Ideen.

## Auszeichnungen
- 1966 – Erster Preis des Deutsch-Französischen Jugendwerk (DFJW)
- 1970 – Preisträger des Asahi Pentax internationalen Foto-Wettbewerbes
- 1980 – Kodak-Fotobuchpreis für das Kinderbuch "Der kleine roter Kater", veröffentlicht vom Belser Reich Verlag, Luzern, Schweiz

## Bücherauswahl
- Der kleine rote Kater. Belser Reich Verlag, Schweiz 1980, ISBN 3-7941-2138-4.
- The best nudes. 8. Haga Shoten, Japan 1981, ISBN 4-8261-1606-1.
- Jacques Alexandre 1. NGS, Japan 1982, ISBN 4-89011-034-8.
- Jacques Alexandre 2. NGS, Japan 1982, ISBN 4-89011-067-4.
- Aktfotos meisterhaft gestalten. Knapp Verlag, 1992, ISBN 3-87420-170-8.
- Jacques Alexandre. NGS, Japan 1994, ISBN 4-89011-348-7.

## Bildmagazine
| Magazin         | Monat     | Jahr | Land        | Beschreibung                                                |
| --------------- | --------- | ---- | ----------- | ----------------------------------------------------------- |
| Playboy         | Februar   | 1975 | Deutschland | 8 Seiten von "Playmate of the Year"                         |
| Color Foto      | Juni      | 1976 | Deutschland | 4 Seiten, Photoessay über Jacques Alexandre                 |
| Color Film      | April     | 1977 | Deutschland | Titelseite und 12 Seiten, Photoessay                        |
| Mode und Wohnen | April     | 1979 | Deutschland | 6 Seiten, Bericht über Häuser auf Ibiza                     |
| Color Foto      | Oktober   | 1979 | Deutschland | Titelseite und 10 Seiten, Photoessay über Jacques Alexandre |
| Color Foto      | Dezember  | 1980 | Deutschland | 8 Seiten, Photoessay über Jacques Alexandre                 |
| Color Foto      | April     | 1982 | Deutschland | Titelseite von Jacques Alexandre                            |
| Color Foto      | September | 1982 | Deutschland | Titelseite und 7 Seiten, Photoessay über Jacques Alexandre  |
| Zoom            | Dezember  | 1982 | Frankreich  | Titelseite und 6 Seiten, Photoessay über Jacques Alexandre  |
| Photo           | Oktober   | 1982 | Frankreich  | Titelseite und 8 Seiten, Photoessay über Jacques Alexandre  |
| Color Foto      | April     | 1982 | Deutschland | Titelseite von Jacques Alexandre                            |
| Fotoheft        | April     | 1982 | Deutschland | Titelseite von Jacques Alexandre                            |
| Color Foto      | Oktober   | 1984 | Deutschland | Titelseite und 6 Seiten, Photoessay über Jacques Alexandre  |
| Color Foto      | Januar    | 1987 | Deutschland | Titelseite und 8 Seiten, Photoessay über Jacques Alexandre  |
| Foto            | Januar    | 1987 | Deutschland | 8 Seiten, Photoessay über Jacques Alexandre                 |
| Foto            | Januar    | 1990 | Deutschland | 6 Seiten, Photoessay über Jacques Alexandre                 |
| The Regent      |           | 1990 | China       | 8 Seiten, Photoessay über Jacques Alexandre                 |
| Color Foto      | November  | 1990 | Deutschland | 6 Seiten, Photoessay über Jacques Alexandre                 |
| Das Magazin     | Mai       | 1996 | Deutschland | 6 Seiten, Photoessay about Jacques Alexandre                |